# Daniel Lisulo
Daniel Muchiwa Lisulo, né le 6 décembre 1930 à Mongu (Rhodésie du Nord) et mort le 21 août 2000 à Johannesbourg (Afrique du Sud), est un homme politique zambien. Il est le Premier ministre de la Zambie du 15 juin 1978 au 18 février 1981.
Daniel Lisulo est membre du Parti uni de l'indépendance nationale.

## Biographie

### Carrière
Daniel Lisulo naît le 6 décembre 1930 à Mongu. Il exerce dans un premier temps la profession d'avocat dans la capitale, Lusaka, puis prend la tête de la Banque de Zambie.
Il est député de 1977 à 1983.

### Premier ministre
Le 6 décembre 1978, il se rend en visite officielle à New Delhi. 
Le président Kenneth Kaunda décide de limoger le Premier ministre ainsi que le Secrétaire-Général de son parti politique, alors Mainza Chona. Le chef d'État nomme à leur place, respectivement, Nalumino Mundia et Humphrey Mutemba. Ces limogeages s'inscrivent dans un contexte de répression politique en Zambie au début des années 1980 et sont accueillis défavorablement par l'opinion publique. Kenneth Kaunda recadre la population contestataire en lui demandant de « ne pas faire de vagues, car si le navire chavire, tout le monde souffrira et le chaos suivra ». 

### Après son départ du gouvernement
En 1998, alors dans l'opposition, il dénonce le contrôle des médias par le pouvoir politique en Zambie.
Daniel Lisulo décède le 21 août 2000 à l'hôpital Sun Hill de Johannesbourg en Afrique du Sud.

## Vie privée
En 1967, Daniel Lisulo épouse Mary Mambo.